# Hitoshi Sogahata
Hitoshi Sogahata (曽ヶ端準?, Sogahata Hitoshi; Kashima, 2 agosto 1979) è un ex calciatore giapponese, di ruolo portiere.

## Statistiche

### Cronologia presenze e reti in nazionale
| Cronologia completa delle presenze e delle reti in nazionale ― Giappone olimpica | Cronologia completa delle presenze e delle reti in nazionale ― Giappone olimpica | Cronologia completa delle presenze e delle reti in nazionale ― Giappone olimpica | Cronologia completa delle presenze e delle reti in nazionale ― Giappone olimpica | Cronologia completa delle presenze e delle reti in nazionale ― Giappone olimpica | Cronologia completa delle presenze e delle reti in nazionale ― Giappone olimpica | Cronologia completa delle presenze e delle reti in nazionale ― Giappone olimpica | Cronologia completa delle presenze e delle reti in nazionale ― Giappone olimpica |
| Data                                                                             | Città                                                                            | In casa                                                                          | Risultato                                                                        | Ospiti                                                                           | Competizione                                                                     | Reti                                                                             | Note                                                                             |
| -------------------------------------------------------------------------------- | -------------------------------------------------------------------------------- | -------------------------------------------------------------------------------- | -------------------------------------------------------------------------------- | -------------------------------------------------------------------------------- | -------------------------------------------------------------------------------- | -------------------------------------------------------------------------------- | -------------------------------------------------------------------------------- |
| 12-8-2004                                                                        | Salonicco                                                                        | Paraguay olimpica                                                                | 4 – 3                                                                            | Giappone olimpica                                                                | Olimpiadi 2004 - 1º turno                                                        | -4                                                                               |                                                                                  |
| 15-8-2004                                                                        | Volos                                                                            | Giappone olimpica                                                                | 2 – 3                                                                            | Italia olimpica                                                                  | Olimpiadi 2004 - 1º turno                                                        | -3                                                                               |                                                                                  |
| 18-8-2004                                                                        | Volos                                                                            | Giappone olimpica                                                                | 1 – 0                                                                            | Ghana olimpica                                                                   | Olimpiadi 2004 - 1º turno                                                        | -                                                                                | 74’                                                                              |
| Totale                                                                           |                                                                                  | Presenze                                                                         | 3                                                                                |                                                                                  | Reti                                                                             | -7                                                                               |                                                                                  |

## Palmarès

### Club

#### Competizioni nazionali
- J1 League: 7

Kashima Antlers: 1998, 2000, 2001, 2007, 2008, 2009, 2016
- Coppa dell'Imperatore: 4

Kashima Antlers: 2000, 2007, 2010, 2016
- Coppa J. League: 5

Kashima Antlers: 2000, 2002, 2011, 2012, 2015
- Supercoppa del Giappone: 5

Kashima Antlers: 1998, 1999, 2009, 2010, 2017

#### Competizioni internazionali
- Coppa Suruga Bank: 2

Kashima Antlers: 2012, 2013
- AFC Champions League: 1

Kashima Antlers: 2018

### Individuale
- J. League Cup Premio Nuovo Eroe: 1

2001
- Premio Fair-Play del campionato giapponese: 1

2003